# Areni (Armenia)
Areni (in armeno Արենի?) è un comune di 1 865 abitanti (2008) della Provincia di Vayots Dzor in Armenia.
Nel villaggio si trova il sito archeologico della cantina di Areni-1.